# Sarah Mitton
Pour les articles homonymes, voir Mitton.
Sarah Dawn Mitton, née le 20 juin 1996 dans le Queens (Nouvelle-Écosse), est une athlète canadienne, spécialiste du lancer du poids. Elle est championne du monde en salle en 2024 à Glasgow et vice-championne du monde en plein air en 2023 à Budapest.

## Biographie
Sarah Mitton se pare d'or lors des Universiades d'été de 2019 à Naples avec un lancer à 18,31 m. Cette même année, elle termine 6e des Jeux panaméricains et s'incline dès les qualifications des championnats du monde de Doha.
En 2021, elle participe aux Jeux olympiques de Tokyo mais elle ne franchit pas le cap des qualifications.
La Canadienne se classe 7e des championnats du monde en salle de 2022 à Belgrade. Lors de la saison en plein air, elle établit d'abord un nouveau record national avec 20,33 m le 25 juin, à l'occasion des championnats du Canada à Langley. Aux Mondiaux de Eugene, elle échoue au pied du podium avec un dernier jet mesuré à 19,77 m, à égalité avec la Néerlandaise Jessica Schilder, mais cette dernière obtient le bronze à la faveur d'un deuxième meilleur essai (19,77 m contre 19,18 m).
En 2023 à Budapest, Mitton monte cette fois-ci sur le podium mondial grâce à un lancer à 20,08 m, empochant la médaille d'argent derrière l'Américaine Chase Ealey et la Chinoise Gong Lijiao. Elle est la première représentante canadienne à obtenir une médaille planétaire dans cette discipline.
En 2024 à Glasgow, elle est sacrée championne du monde en salle en réalisant un lancer à 20,22 m, trois centimètres devant l'Allemande Yemisi Ogunleye,.
Au mois de mai elle établit une meilleure performance mondiale avec 20,68 m, améliorant son record national. Aux Jeux olympiques de Paris, après avoir réussi le meilleur lancer des qualifications, elle ne peut faire mieux que 17,48 m en finale et termine 12e.

## Palmarès

### International
| Date | Compétition                        | Lieu                               | Résultat | Temps   |
| ---- | ---------------------------------- | ---------------------------------- | -------- | ------- |
| 2019 | Universiade                        | Naples                             | 1re      | 18,31 m |
| 2022 | Championnats du monde en salle     | Belgrade                           | 7e       | 19,02 m |
| 2022 | Championnats du monde              | Eugene                             | 4e       | 19,77 m |
| 2022 | Jeux du Commonwealth               | Birmingham                         | 1re      | 19,03 m |
| 2022 | Championnats NACAC                 | Freeport                           | 1re      | 20,15 m |
| 2023 | Circuit mondial en salle de l'IAAF | Circuit mondial en salle de l'IAAF | 1re      | détails |
| 2023 | Championnats du monde              | Budapest                           | 2e       | 20,08 m |
| 2023 | Ligue de diamant                   | Ligue de diamant                   | 2e       | 19,94 m |
| 2023 | Jeux panaméricains                 | Santiago                           | 1re      | 19,19 m |
| 2024 | Championnats du monde en salle     | Glasgow                            | 1re      | 20,22 m |
| 2024 | Jeux olympiques                    | Paris                              | 12e      | 17,48 m |
| 2025 | Championnats du monde en salle     | Nankin                             | 1re      | 20,48 m |

### National
- Championnats du Canada :
  - Vainqueur en 2021 et 2022

## Records
| Épreuve         | Temps        | Lieu      | Date        |
| --------------- | ------------ | --------- | ----------- |
| Lancer du poids | 20,68 m (NR) | Fleetwood | 11 mai 2024 |